# Rhynchostegiella scabriseta
Rhynchostegiella scabriseta là một loài Rêu trong họ Brachytheciaceae. Loài này được (Schwägr.) Broth. miêu tả khoa học đầu tiên năm 1909.